# Terminal Intermodal Pinheiros

O Terminal Intermodal Pinheiros, ou apenas Estação Pinheiros, é um intercambiador de transportes de São Paulo em que confluem a Linha 4–Amarela do Metrô (operada pela ViaQuatro), a Linha 9–Esmeralda do Trem Metropolitano (operada pela ViaMobilidade) e um terminal urbano da SPTrans. Fica localizado na zona oeste da cidade, no distrito de Pinheiros.

## Linha 9–Esmeralda da ViaMobilidade

### Sorocabana
A Estação Pinheiros foi inaugurada, com instalações provisórias, pela Estrada de Ferro Sorocabana (EFS), junto com o Ramal de Jurubatuba, em 25 de janeiro de 1957. Suas instalações eram compostas inicialmente por uma plataforma descoberta e um vagão de carga adaptado como bilheteria. A precariedade do acesso à estação foi denunciada nove meses depois pelo jornalista Maurício Loureiro Gama em sua coluna no Correio Paulistano:
| “ | ...É mais difícil ir até a estação de Pinheiros (pela emporcalhada Rua Paes Leme) do que ir de Pinheiros a Santos pela ferrovia novinha — Mande ver isto seu Altimar Ribeiro de Lima! Aquilo não é rua, é atoleiro. | ” |
| — Maurício Loureiro Gama, na coluna Tablóide, publicada pelo jornal Correio Paulistano em 27 de setembro de 1957 | |   |

As instalações definitivas foram inauguradas em 1958. Apesar dos apelos da imprensa e da população por melhorias, a estação continuou funcionando de forma precária com o vagão/bilheteria, sem instalações sanitárias e com seus acessos não pavimentados e intransitáveis em dias de chuva. As instalações da estação receberam melhorias após a implantação do pátio de trens e caminhões e do serviço de auto-trens pela Sorocabana em outubro de 1962. Em 1964 a situação da estação volta a se deteriorar. Com uma média de 200 passageiros embarcando diariamente, a estação possuía apenas um único funcionário.

### Fepasa/CPTM
Em 1971, a FEPASA incorporou a EFS e iniciou um plano de modernização do ramal de Jurubatuba. A estação era considerada de difícil acesso, pois qualquer passageiro que ali embarcasse ou desembarcasse teria, obrigatoriamente, de atravessar duas pistas da Marginal Pinheiros, já uma das vias com maior tráfego na cidade, o que causava muitos casos de atropelamento.
Desativada em 1976, a Estação Pinheiros foi demolida. Como parte do Plano de Remodelação dos Subúrbios, a Fepasa contratou a construtora Betumarco para construir a nova Estação Pinheiros. As obras da nova estação foram iniciadas em 12 de maio de 1978.
| Estação   | Construtora | Início da obra     | Término            |
| --------- | ----------- | ------------------ | ------------------ |
| Pinheiros | Betumarco   | 12 de maio de 1978 | 4 de abril de 1981 |

A nova Estação Pinheiros foi inaugurada em 4 de abril de 1981. Com a nova estação de passageiros, a Fepasa diminuiu gradualmente o tráfego de trens cargueiros no Ramal Jurubatuba. Em 1982 foi retirado o trem de amônia, devido ao risco operacional. Apesar do menor tráfego de cargueiros, em 8 de dezembro de 1984 o Trem-Unidade 9018 chocou-se com um trem cargueiro de 18 vagões que realizava manobras entre o pátio de Pinheiros e a Estação Cidade Universitária. No choque, morreram três pessoas e cinquenta ficaram feridas.
A estação foi repassada à Companhia Paulista de Trens Metropolitanos (CPTM), em 1996.
Para dar mais conforto aos usuários, principalmente aos usuários da Linha 5–Lilás que utilizam da Linha 9–Esmeralda para acessar a Linha 4–Amarela, a CPTM fazia uma operação especial no horário de pico, em que esta estação era usada como terminal para os trens da linha, tentando, assim, evitar superlotações nos trens; nessa operação, havia trens que operavam somente entre as estações Jurubatuba e Pinheiros, trecho de maior carregamento. Após a concessão, esta estratégia foi posteriormente suspensa em 2022 e readotada em 2024. No modelo reimplementado, os trens passaram a partir com itinerários alternados, um entre Pinheiros e Mendes-Vila Natal e o seguinte entre Osasco e Mendes-Vila Natal.

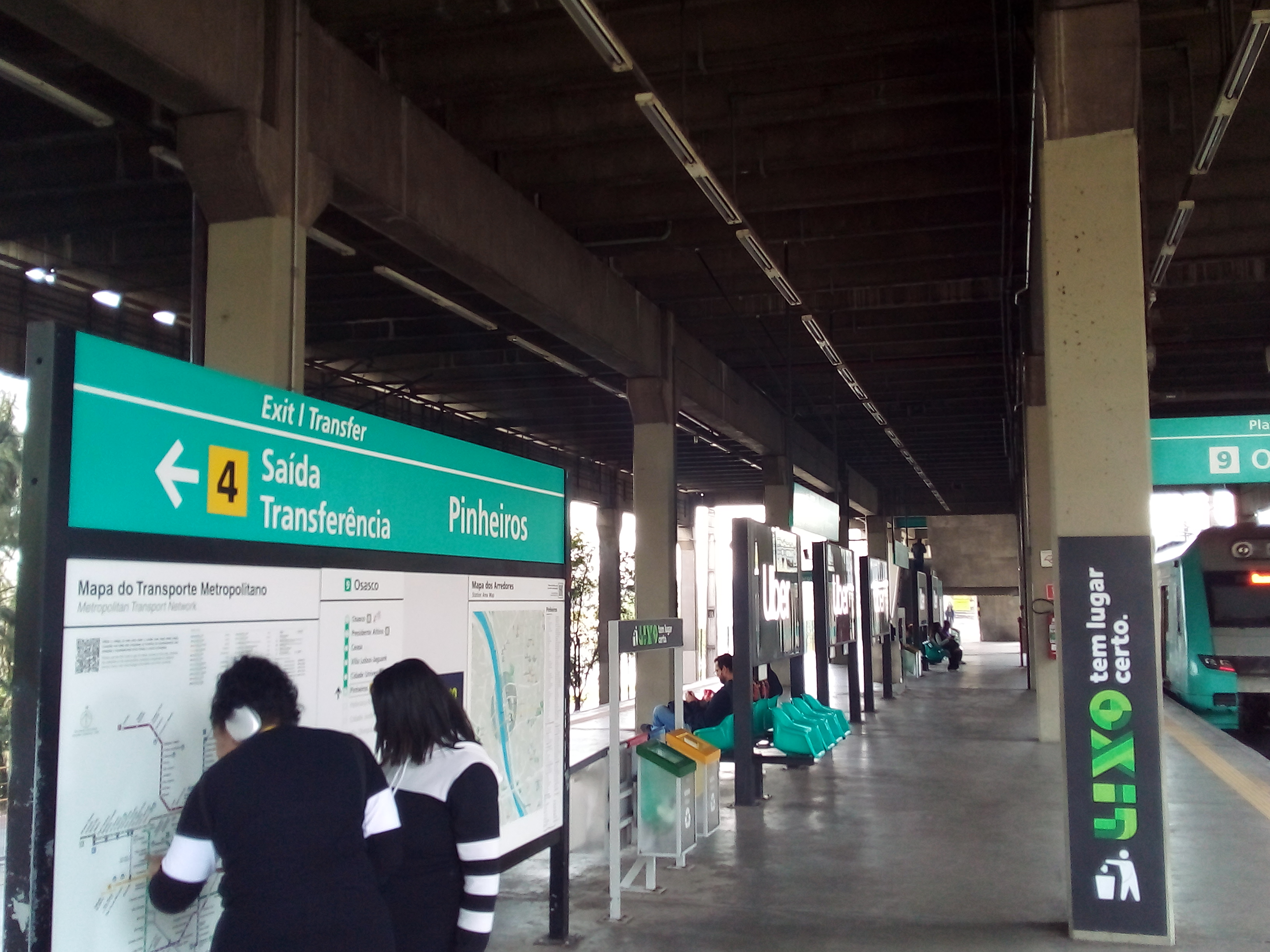
Plataforma da estação da Linha 9 Esmeralda da ViaMobilidade

### ViaMobilidade
Em 20 de abril de 2021, foi concedida para o consórcio ViaMobilidade, composto pelas empresas CCR (atual Motiva) e RUASinvest, com a concessão para operar a linha por trinta anos. O contrato de concessão foi assinado e a transferência da linha foi realizada em 27 de janeiro de 2022.

### Serviço expresso Pinheiros-Autódromo
Ocasionalmente, a estação é utilizada como ponto de embarque de trens que seguem, em viagens expressas (por vezes, tendo a Estação Morumbi como única parada), com destino à Estação Autódromo, visando atender ao público que adentra o Autódromo de Interlagos em dias de grandes eventos, como Lollapalooza, The Town e Fórmula 1.

### Tabelas
| Sigla | Estação   | Inauguração           | Integração                                                 | Plataformas | Posição    | Notas |
| ----- | --------- | --------------------- | ---------------------------------------------------------- | ----------- | ---------- | --- |
| PIN   | Pinheiros | 25 de janeiro de 1957 | Bilhete Único da SPTrans; integração com a Linha 4–Amarela | Central     | Superfície | Estação construída pela Estrada de Ferro Sorocabana Reconstruída pela FEPASA e reinaugurada em 4 de abril de 1981 |

### Obra de arte
A Estação Pinheiros da Linha 9-Esmeralda possui, em sua plataforma, um mural artístico do projeto "Galeria de arte a céu aberto nos muros da CPTM":
- Sem título, 2010 de Paulo Ito (1978– )[20]

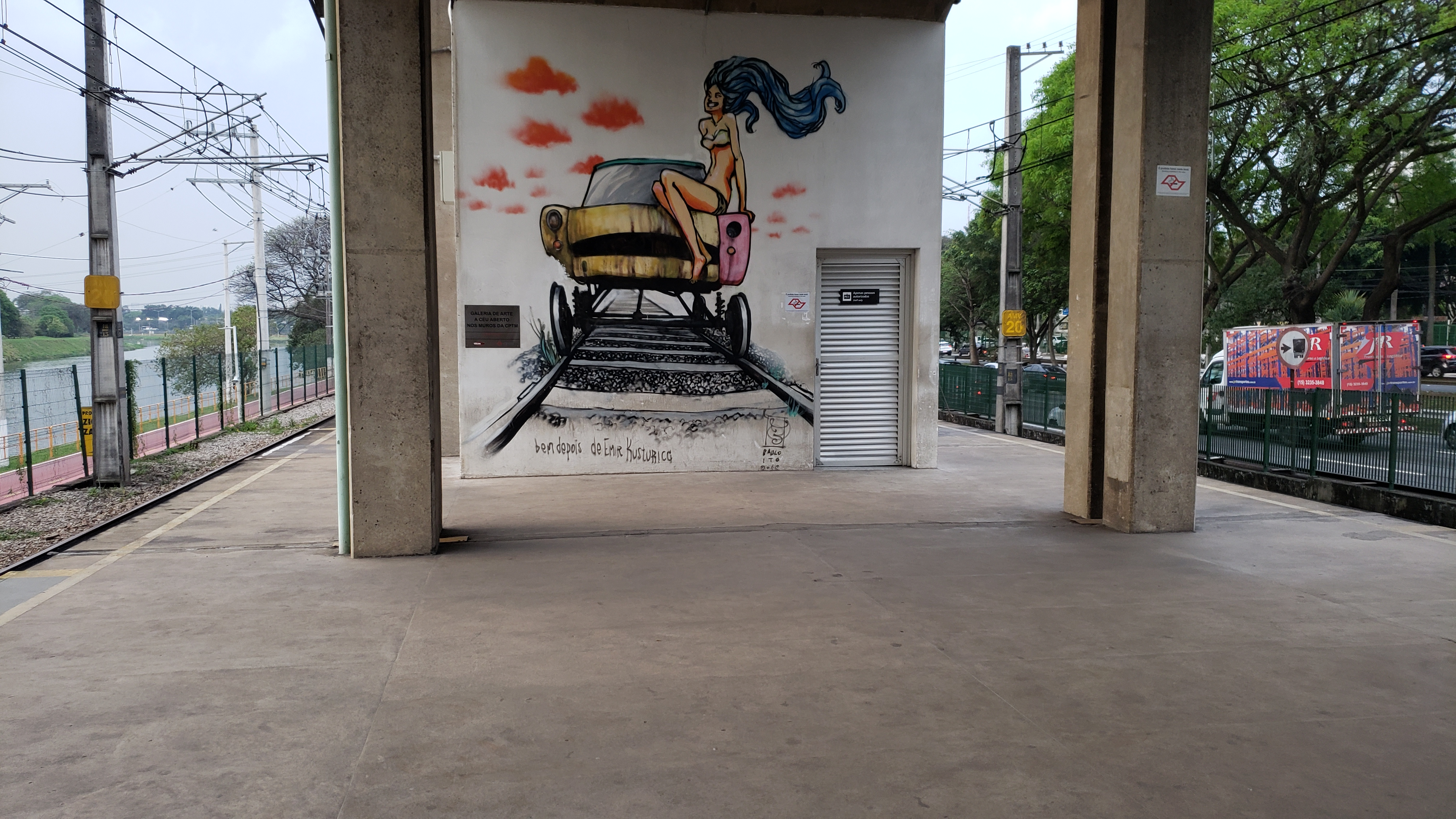
Fotografia do mural artístico da Estação Pinheiros, da Linha 9-Esmeralda, feito pelo artista Paulo Ito no âmbito do projeto "Galeria de arte a céu aberto nos muros da CPTM"

## Linha 4–Amarela da ViaQuatro

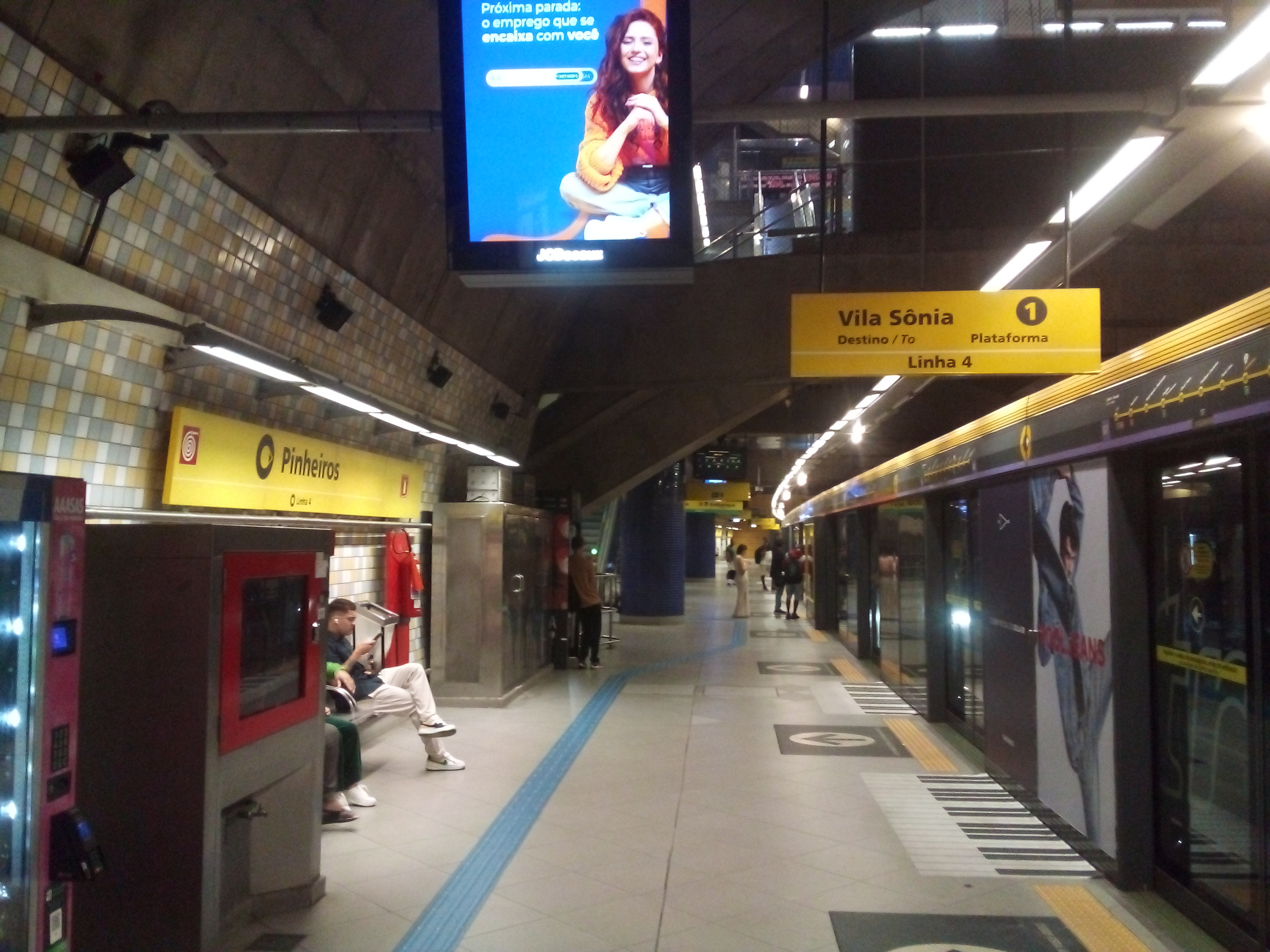
Plataforma da estação da Linha 4 Amarela da ViaQuatro, 2025

Projetada pelo Metrô de São Paulo desde os anos 1970, a Estação Pinheiros do metrô permaneceu em obras desde setembro de 2004 até maio de 2011. É a 62ª estação do Metrô de São Paulo. O Metrô previa que cerca de cem mil passageiros fariam a integração na estação quando esta estivesse concluída, o que estava previsto para até a metade de 2011, segundo o governo estadual, prazo que acabou cumprido, com a inauguração, em 16 de maio daquele ano. A estação fica ao lado do Terminal Pinheiros de ônibus.
Durante as obras de construção da estação, em janeiro de 2007, foi registrado o mais grave acidente da história do Metrô de São Paulo. Grande parte do túnel de acesso da construção da Estação Pinheiros desmoronou, abrindo uma cratera de mais de oitenta metros de diâmetro. Sete pessoas morreram no acidente. Várias casas condenadas e diversos carros foram engolidos pela cratera, inclusive um microônibus que passava na região no exato instante do acidente.
Depois do acidente, as obras ficaram paralisadas até maio de 2008. Nesse período, a previsão de inauguração, originalmente estimada para o final de 2008, passou a ser 2011 ou 2012, mas em 9 de maio de 2008 foi anunciado que a previsão oficial voltava a ser início de 2010. Essa previsão foi adiada diversas vezes, e o Metrô passou a trabalhar com uma prazo "até o fim de 2010" (estimativa dada pelo governador Alberto Goldman no segundo semestre de 2010), embora não divulgasse mais datas de maneira oficial. Para cumprir esse prazo houve uma mudança de projeto na ligação entre a estação da CPTM e a do Metrô, que, de subterrânea, passou a ser uma passarela provisória. Segundo funcionários do Metrô ouvidos pelo jornal Folha de S.Paulo em outubro de 2010, discussões sobre a instabilidade do solo teriam ocorrido depois do acidente de 2007 e teriam influenciado na mudança. O Metrô nega qualquer relação entre o episódio e a decisão e cita o aumento da demanda da Linha 9–Esmeralda da CPTM, que passou de 115 mil passageiros por dia em 2009 para 279 mil em 2010, o que obrigaria a CPTM a operar de maneira restrita naquele trecho caso houvesse uma passagem subterrânea.

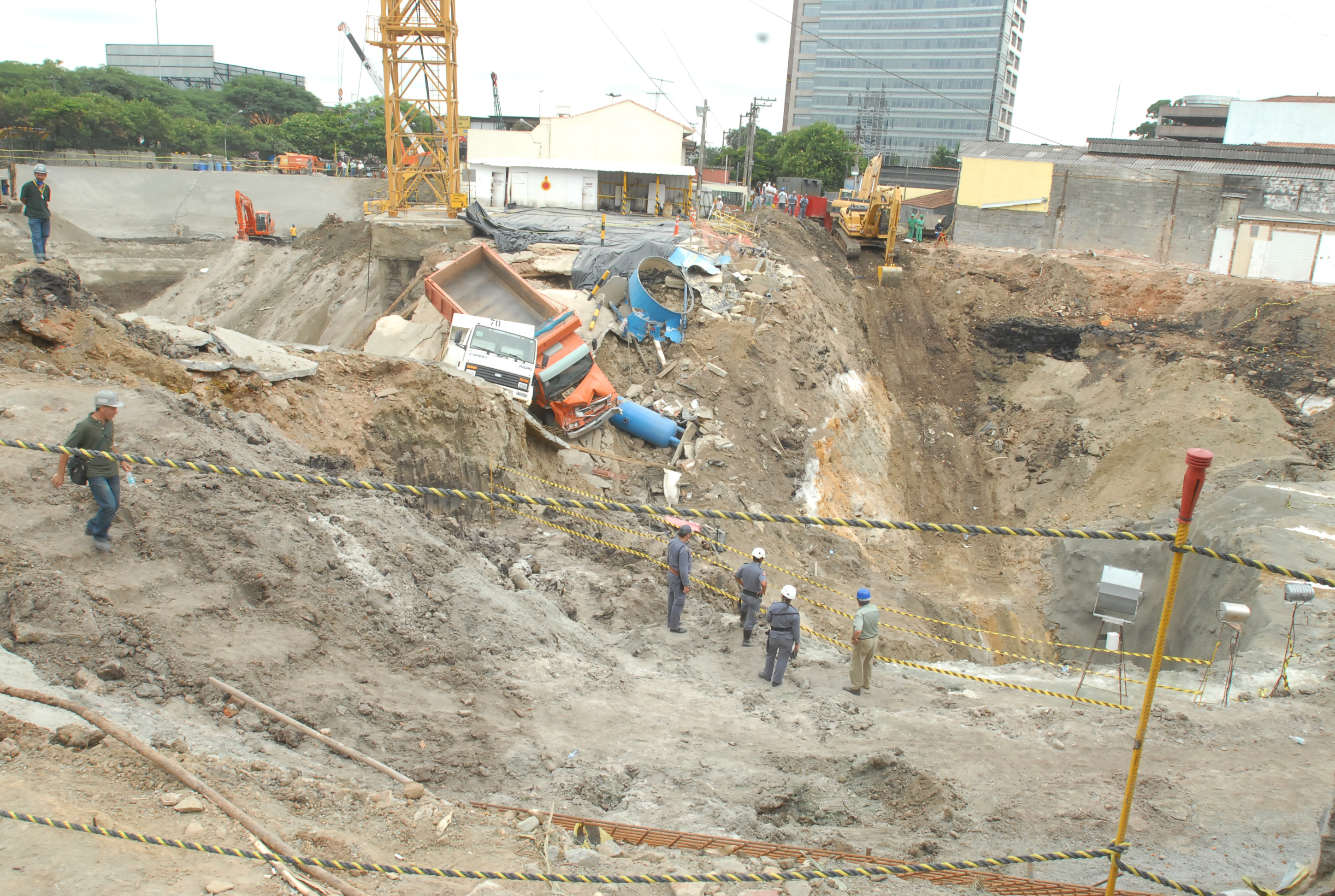
Destroços do desabamento ocorrido durante as obras da estação da Linha 4 em 2007

No início de 2011 a estação ainda não tinha sido entregue, e Jurandir Fernandes, secretário dos Transportes Metropolitanos da nova gestão estadual, estabeleceu novo prazo, agora a metade do ano, junto com a Estação Butantã. Apesar de o balanço do fim da gestão Goldman ter classificado as estações Pinheiros e Butantã como "prontas", apenas aguardando testes, o novo governo divulgou que ainda faltavam acabamentos e a integração com a CPTM. A licença ambiental para operar a estação foi obtida junto à Cetesb em fevereiro. Com isso, segundo reportagem da Folha de S.Paulo, o Metrô passaria a ter uma meta "extraoficial" de abrir a Estação Butantã em março e a Pinheiros até abril, com previsão para funcionamento durante os horários de pico até junho. O mesmo jornal apuraria, um mês depois, que, embora o prazo para entrada em funcionamento estivesse mantido, a integração com a estação da CPTM estava prevista apenas para maio e a operação no horário normal do Metrô para até o fim do semestre. Em abril a inauguração da estação foi marcada para 16 de maio. Moradores da região ouvidos pelo Jornal da Tarde disseram estar aliviados por finalmente a estação estar com data definida de inauguração depois de um longo período de construção. Os valores dos aluguéis no bairro despencaram depois do acidente de janeiro de 2007, mudando o perfil do bairro, que passou a abrigar mais jovens, mas a expectativa era de que com a estação aberta eles voltassem a subir.
A estação foi inaugurada, conforme a previsão mais recente, em 16 de maio, e a entrega foi marcada por protestos de familiares das vítimas do acidente de 2007 nas obras da estação. A ligação com a estação homônima da CPTM não ficou pronta a tempo, e passageiros que quisessem fazer a baldeação tinham de sair da estação de metrô, dar uma volta de um quarteirão e pagar nova passagem. A previsão era de que, quando a integração com a CPTM ficasse pronta em Pinheiros, o volume de usuários da Linha 4–Amarela triplicasse. A integração foi inaugurada em 3 de junho, um dia depois da data prevista, devido à greve de funcionários da CPTM no dia anterior. A passarela tem 56,56 metros de comprimento, 8,9 metros de largura e 6,65 metros de altura.
Pinheiros foi a estação mais profunda do Metrô de São Paulo até setembro de 2018, com a inauguração da Estação Santa Cruz da Linha 5. Suas plataformas de embarque localizam-se cerca de trinta metros abaixo do leito do Rio Pinheiros.
| Sigla | Estação   | Integração                         | Plataformas | Posição     | Notas                                                                                         |
| ----- | --------- | ---------------------------------- | ----------- | ----------- | --------------------------------------------------------------------------------------------- |
| PIN   | Pinheiros | integração com a Linha 9–Esmeralda | Laterais    | Subterrânea | Inaugurada em 16 de maio de 2011. Integração com a Linha 9–Esmeralda desde 3 de junho de 2011 |

### Tabelas
| Linha     | Terminais        | Estações | Principais destinos                                                                     | Duração das viagens (min) | Intervalo entre trens (min) | Funcionamento                                                                                  |
| --------- | ---------------- | -------- | --------------------------------------------------------------------------------------- | ------------------------- | --------------------------- | ---------------------------------------------------------------------------------------------- |
| 4 Amarela | Luz ↔ Vila Sônia | 10       | Morumbi, Butantã, Jardim Paulista, Consolação, Higienópolis, República, Luz, Bom Retiro | 10                        | 2                           | De domingo a sexta-feira, das 4h40 à meia-noite. Aos sábados, das 4h40 até a 1 hora de domingo |

## Terminal urbano
O Terminal Pinheiros, batizado de Terminal Victor Civita (em homenagem ao fundador da Editora Abril), é um terminal de ônibus localizado na Zona Oeste de São Paulo, inaugurado em 1 de junho de 2013. O projeto arquitetônico é de Tito Lívio Frascino Arquitetos Associados.
Administrado pela SPTrans, o local atende 60 mil passageiros por dia útil, distribuídos em 29 linhas de ônibus municipais (sendo 22 linhas diurnas e 5 noturnas).
Suas obras se iniciaram em 2009 e ficaram paradas por meses a partir de outubro de 2010. Houve uma inauguração no final de dezembro de 2012, em uma solenidade no final do mandato do prefeito Gilberto Kassab, mas o terminal não abriu de fato. Faltavam serviços como a substituição de asfalto por concreto nas ruas próximas e a remoção de postes que obstruíam o caminho dos ônibus. A inauguração definitiva foi marcada para 1 de junho de 2013, um sábado, com a previsão de operação de sete linhas — tendo cinco delas ponto final ali —, com 56 ônibus circulando por hora e um total de quinze mil usuários atendidos por dia. A partir do final de junho, o terminal deveria passar a receber linhas intermunicipais da EMTU, algumas delas transferidas do antigo Terminal Largo da Batata. No primeiro dia de operações, um sábado, não houve um grande movimento de passageiros, e funcionários da SPTrans e o secretário de Transportes, Jilmar Tatto, vistoriaram-no. "É um terminal estratégico, porque tem ligação com a CPTM e une todos os sistemas de transportes, o que é o ideal", disse Tatto. Usuários, entretanto, reclamaram do fato de não haver cobertura no acesso entre o terminal e a estação.
O terminal conta, ainda, com um estacionamento, que não foi aberto ao mesmo tempo, embora já estivesse sendo usado por moradores da região, já que as ruas onde moram seguiam em obras. Procurada pelo jornal O Estado de S. Paulo, a SPTrans informou que ainda não tinha uma previsão de abertura do estacionamento e que a prioridade tinha sido a entrega do espaço destinado aos ônibus.

## Projeto de transporte hidroviário
Existe um projeto sancionado pelo prefeito Fernando Haddad para introduzir o transporte hidroviário através dos rios que ligam até o extremo sul de São Paulo, e esta estação está incluída como um dos terminais.